# Zoo und Botanischer Garten Kumilla
Koordinaten: 23° 28′ 20″ N, 91° 10′ 17″ O
Der Zoo und Botanische Garten Kumilla (bengalisch কুমিল্লা চিড়িয়াখানা ও বোটানিক্যাল গার্ডেন Kumillā ciṛiẏākhānā o boṭānikyāl gārḍen) liegt im Gebiet Kaliajhuri von Kumilla in Bangladesch. Der Zoo hat eine Fläche von 4,1 ha (10,15 acres).

## Geschichte
1986 wurde im Stadtgebiet von Kumilla in Kaliajhuri in einem Park mit 30,35 ha (75 acres) das Gebiet mit 4,1 ha als Zoo eingerichtet. Der Zoo ist in schlechtem Zustand.

## Galerie

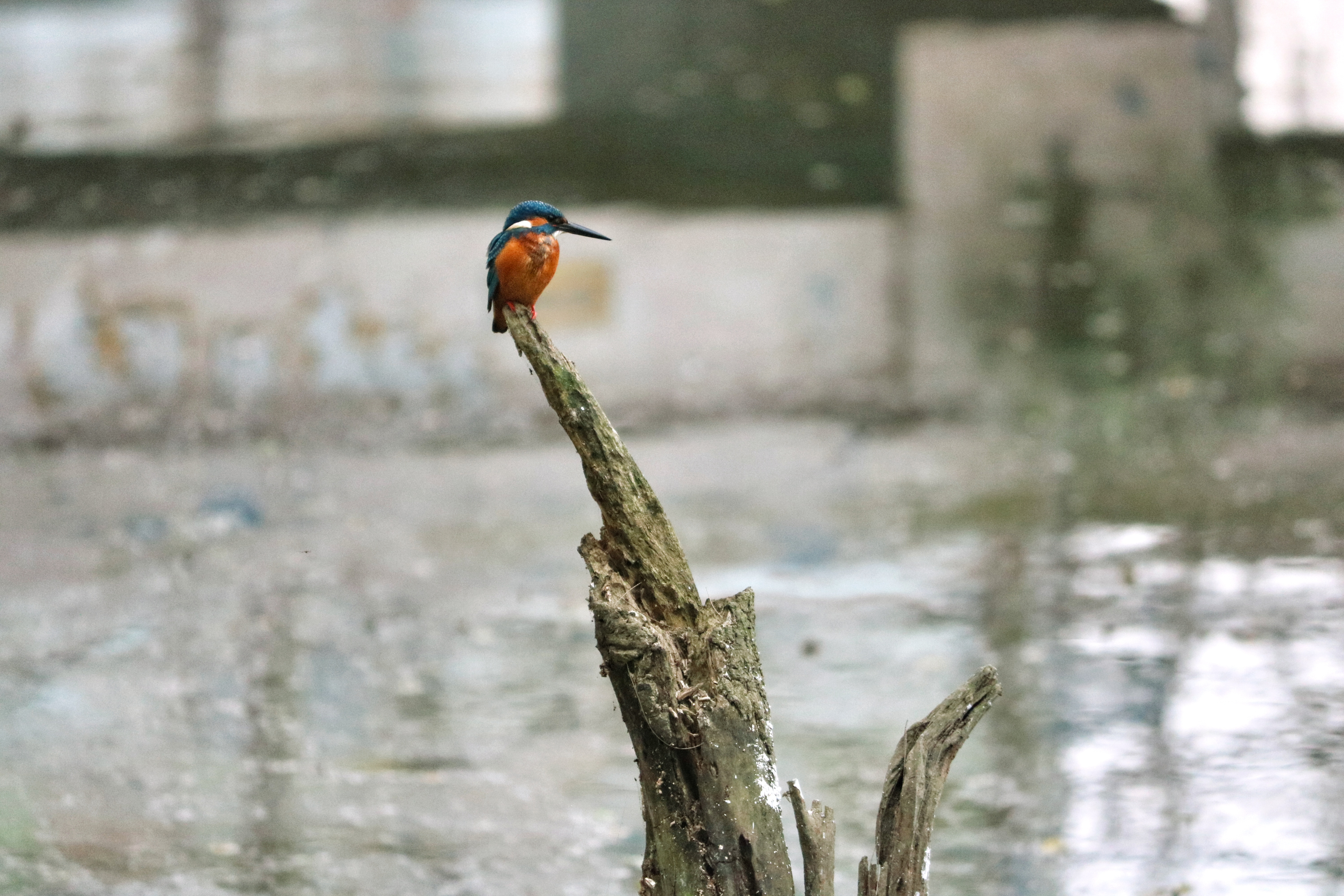
Eisvogel auf dem Ansitz
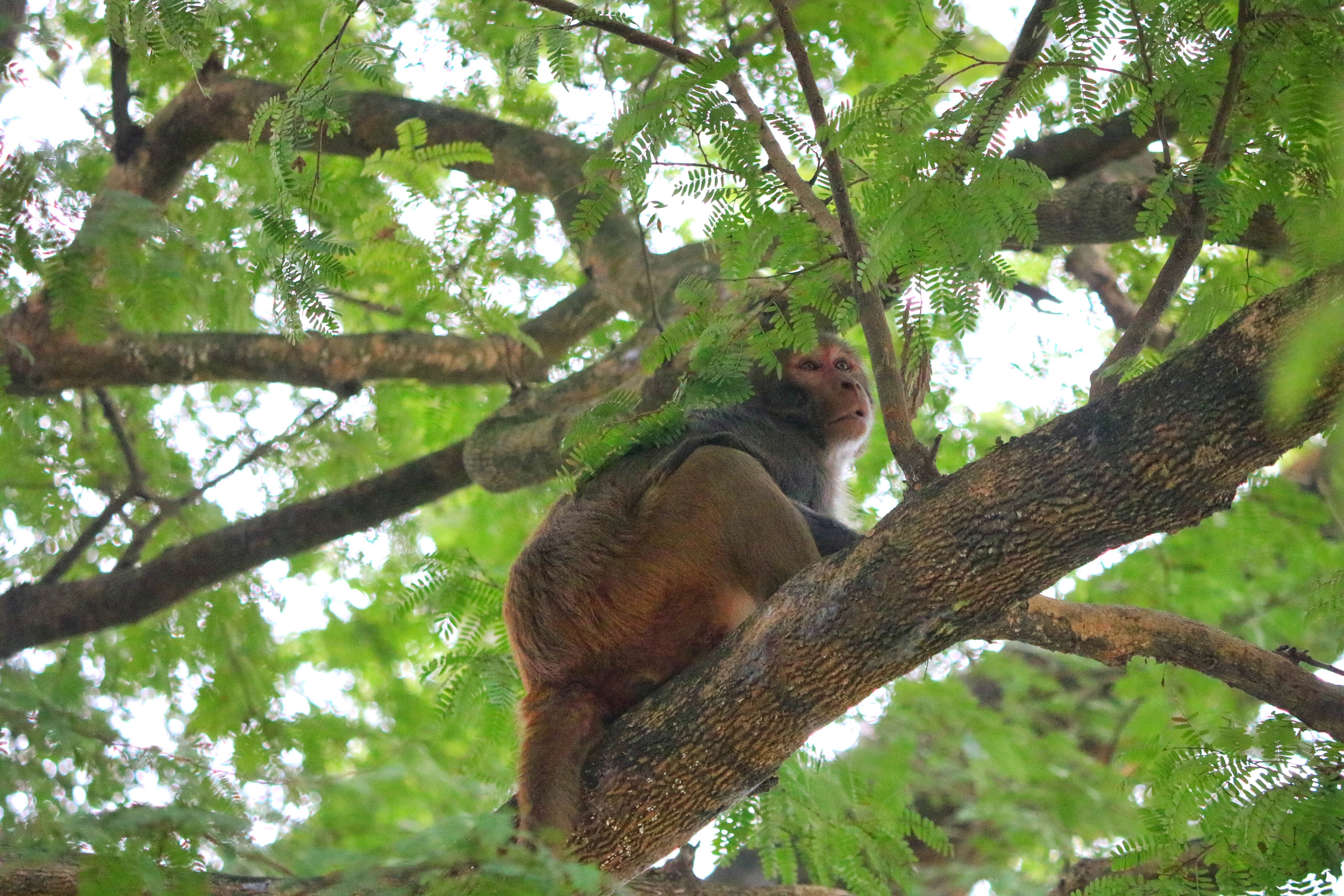
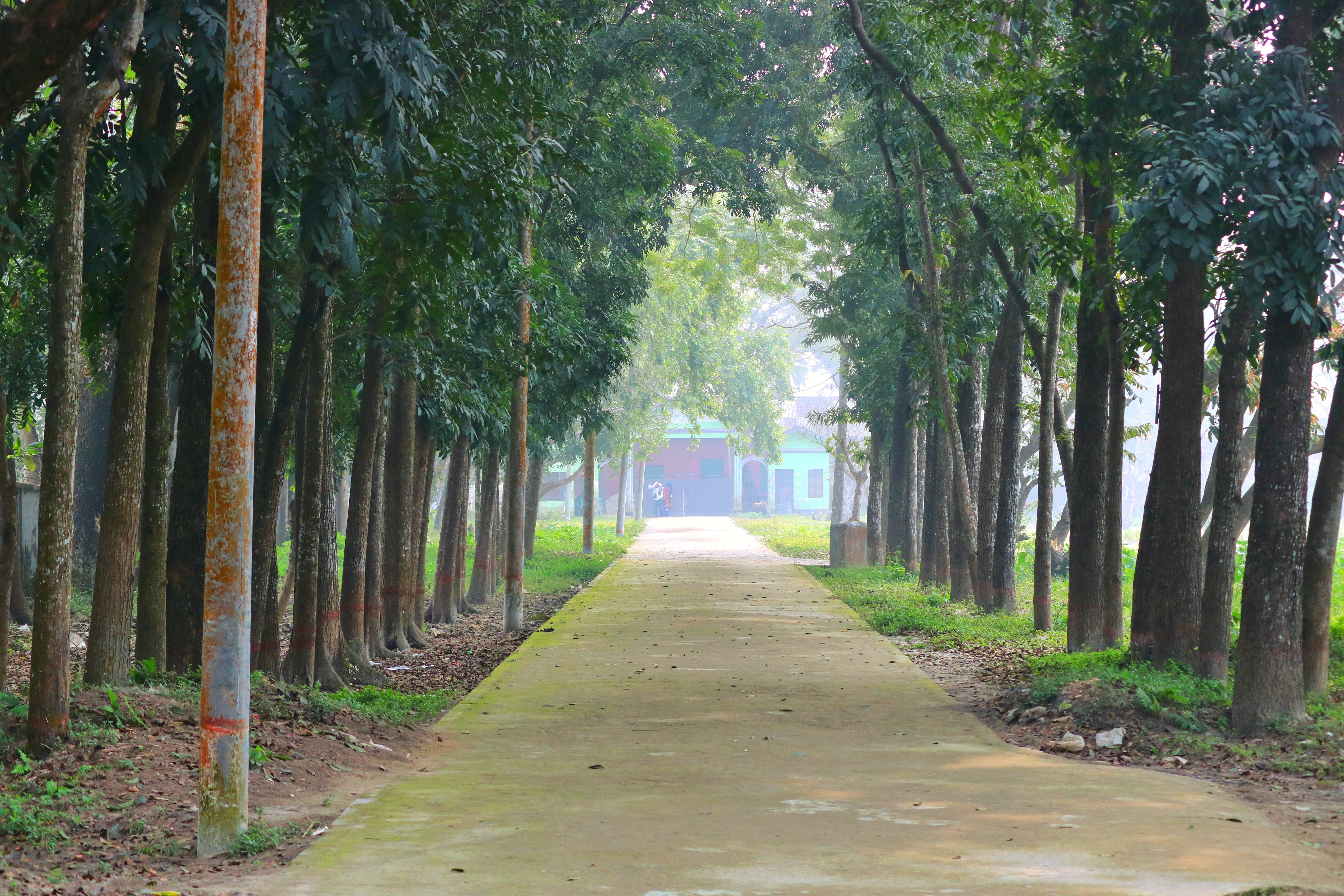
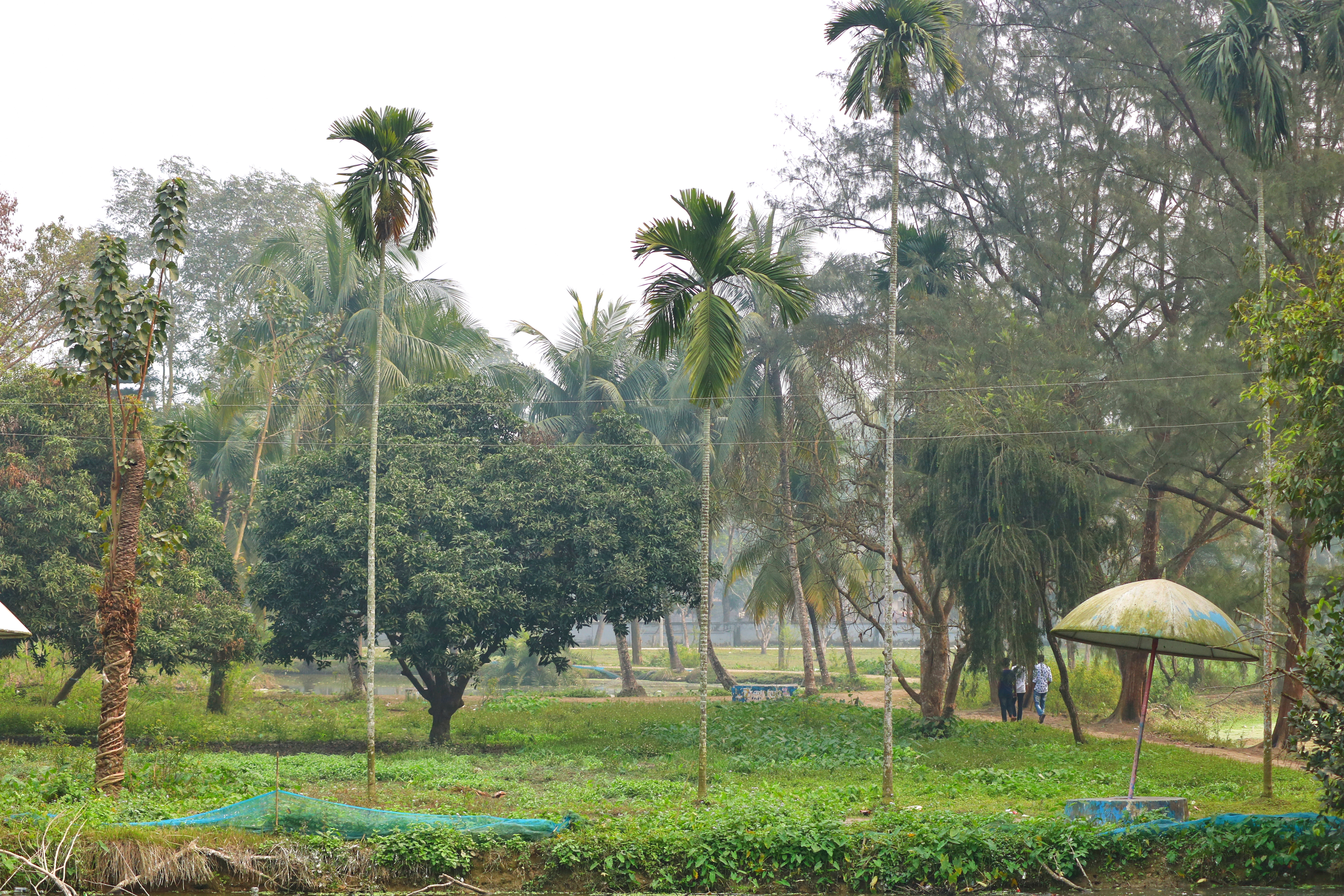
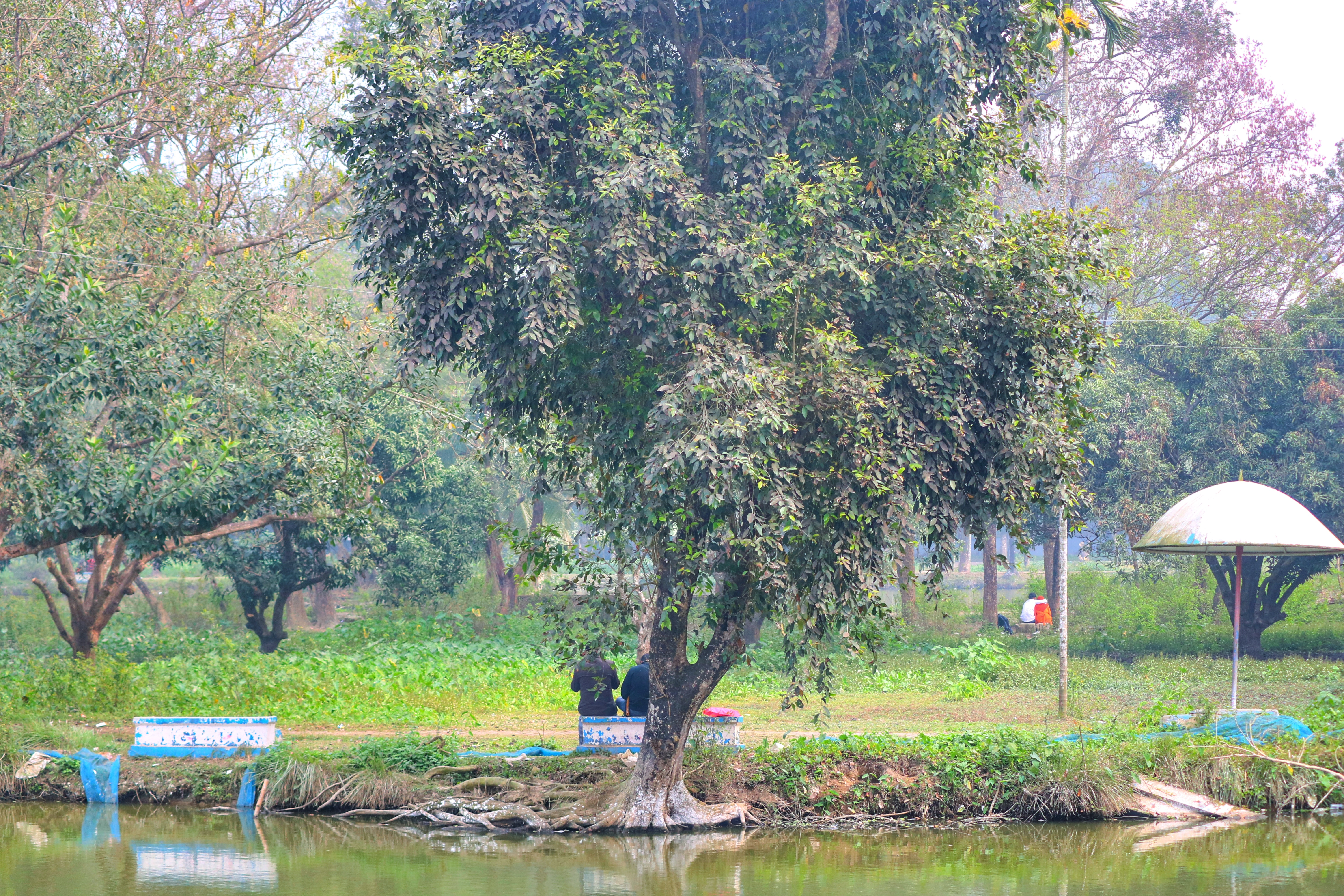
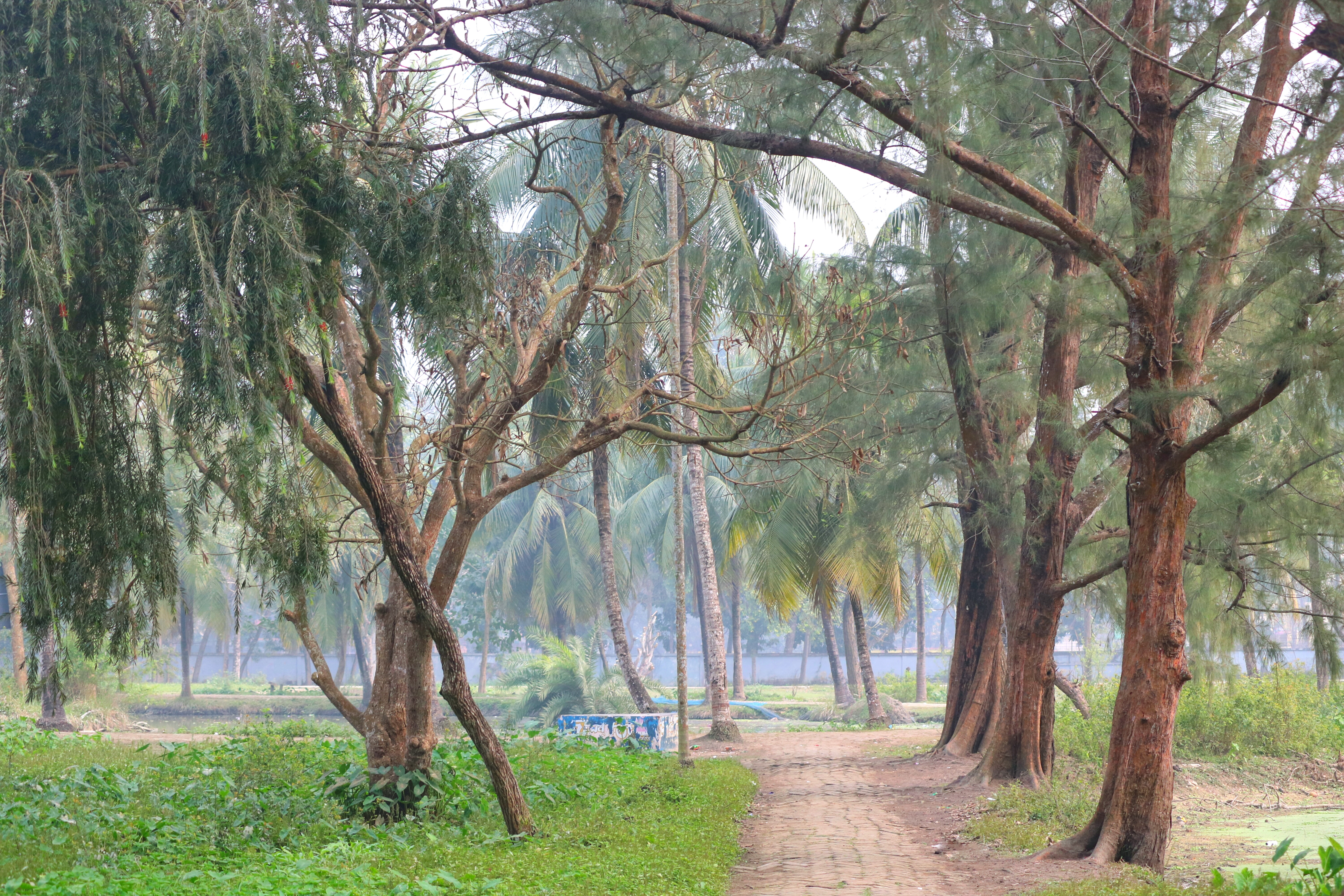
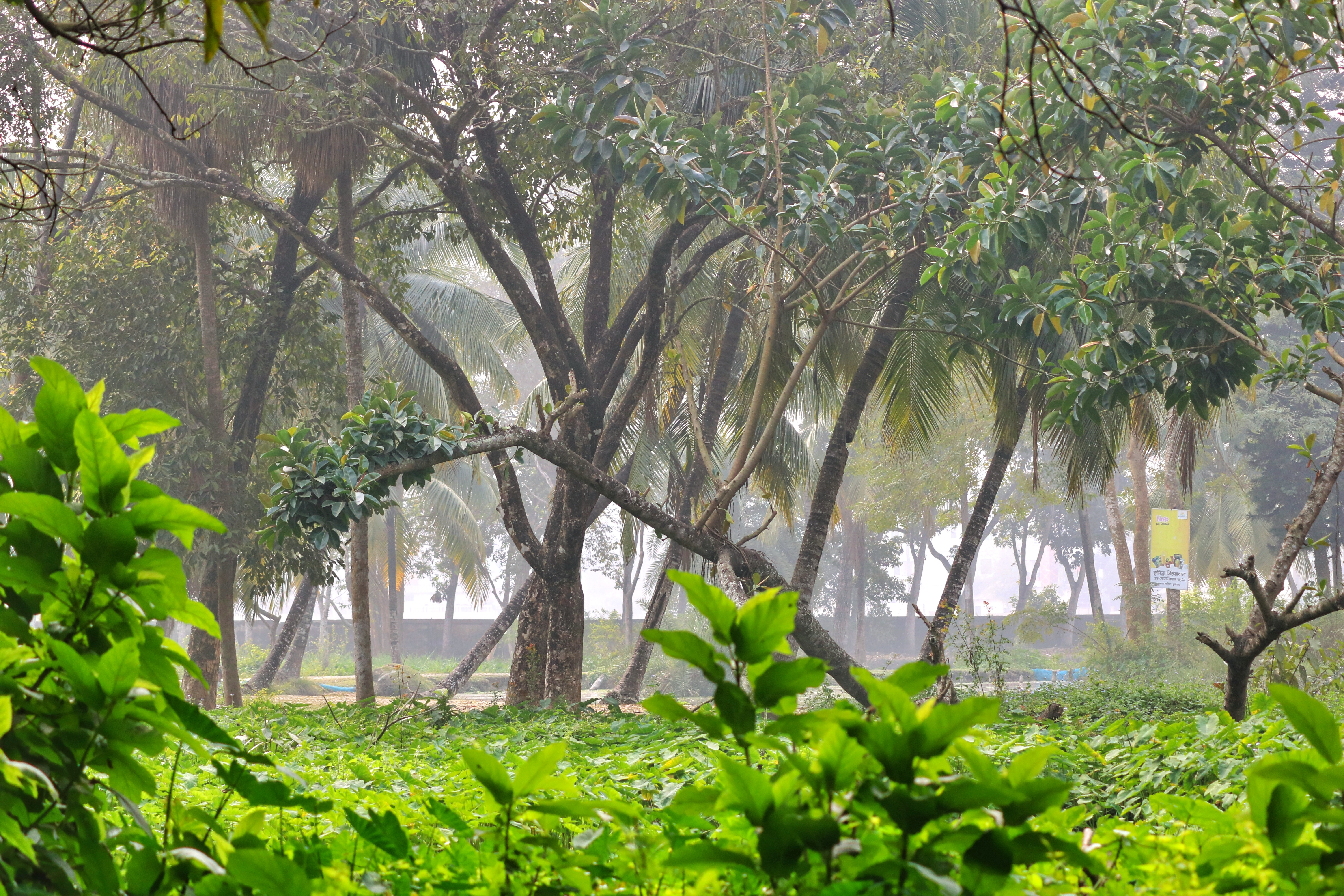
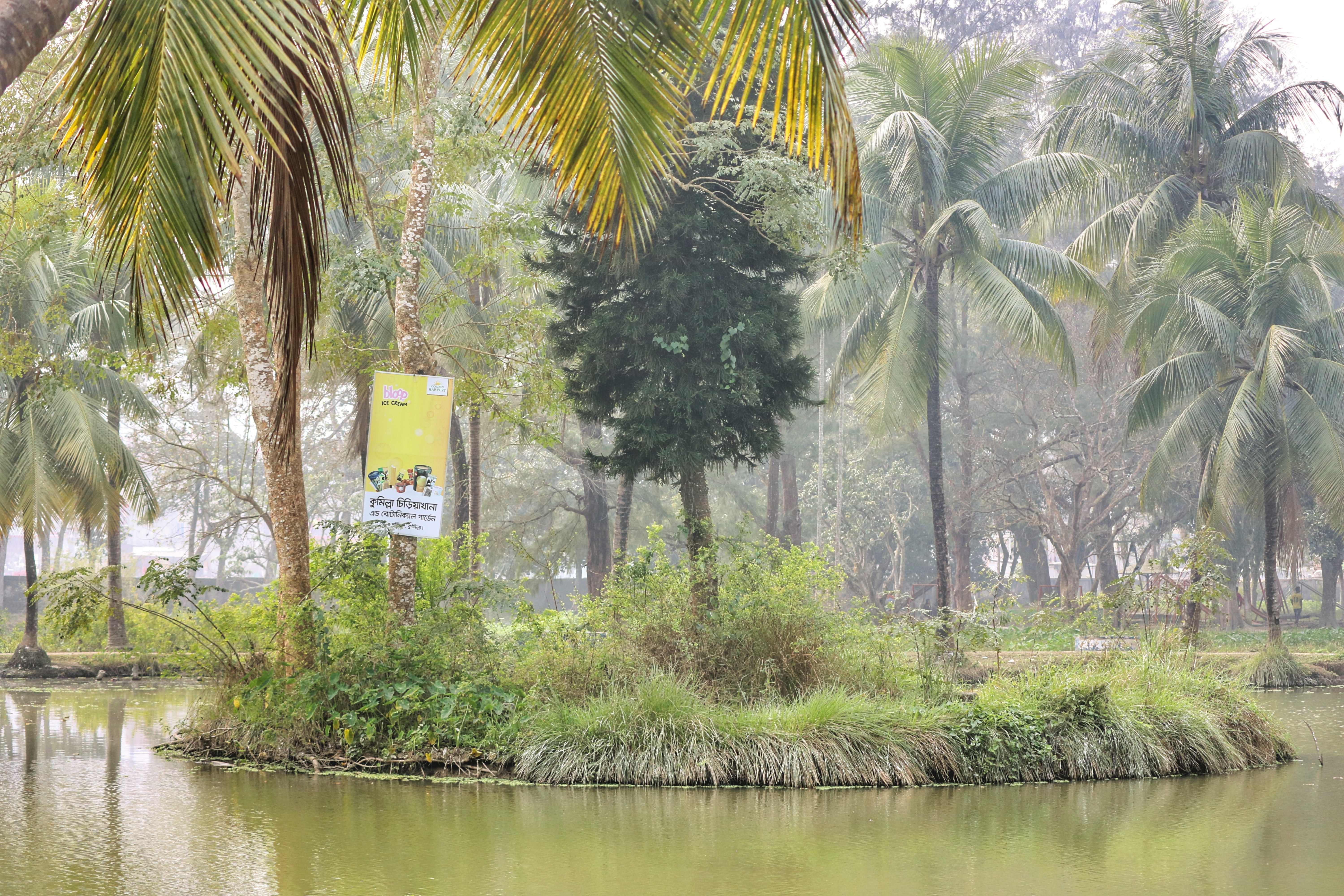
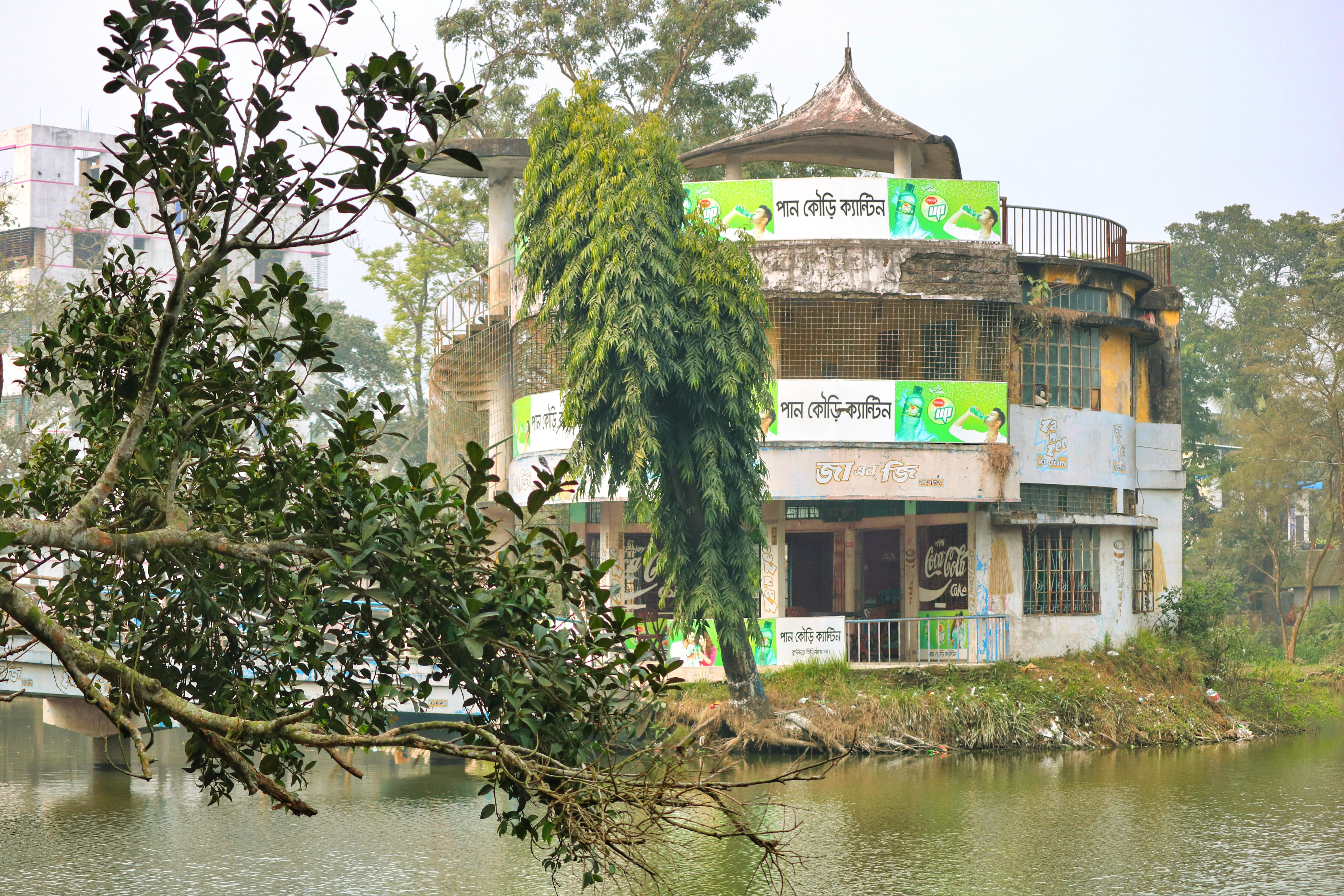